# Augochloropsis dirhipis
Augochloropsis dirhipis är en biart som först beskrevs av Joseph Vachal 1903.  Augochloropsis dirhipis ingår i släktet Augochloropsis och familjen vägbin. Inga underarter finns listade.